# Radiopostaja Novi Travnik
Radiopostaja Novi Travnik (RPNT) bila je regionalna radijska postaja čije je sjedište u Novom Travniku, BiH. Emitirala je na hrvatskom jeziku na 98,3 MHz stereo i na internetu.

## Povijest
Osnovana je 7. srpnja ratne 1992. godine. Osnivač i vlasnik bilo je Općinsko vijeće Novog Travnika. Emitirala je na FM stereo frekvenciji od 98,3 MHz. Pokrivala je područje središnje Bosne: općine Novi Travnik, Travnik, Vitez, Busovača, Kiseljak, te rubne dijelove općina Uskoplje i Zenica. Direktorica i glavna urednica bila je Ankica Jurišić.
Programsku shemu činila su informativno-političke vijesti, gospodarstvo, glazba, šport, kultura, zanimljivosti i dr. Emisije su bile domaće i strane top-liste ponedjeljkom i srijedom, Govorimo o zdravlju petkom od 12-13, Glazbeni portreti subotom, Odjeci protekloga tjedna koju su emitirali ponedjeljkom u 12 sati u kojoj su govorili o najvažnijim događajima prošlih sedam dana o kojima su izvješćivali, informativno politička emisija svakoga četvrtka u 16 sati Aktualnosti na 98,3 MHz koja je bila otvorenog tipa, tijekom čijeg trajanja mogli su se i slušatelji uključiti s pitanjima i sugestijama u razgovor s gostima u studiju. Postaja je dugi niz godina nosila prefiks "hrvatski".
14.studenog 2009. objavili su vijest da se gasi signal Radiopostaje Novi Travnik. Radiopostaja Novi Travnik bila je jedna od samo četiriju radijskih postaja na području Središnje Bosne koje program emtiraju na hrvatskom književnom jeziku. Nije ugašena zbog realnih razloga poslovanja, nego zahvaljujući političkim i inim igrama nekih lokalnih moćnika, a pod izgovorom ekonomske krize. Radi spašavanja opstanka postaje, pokrenuta je Facebook grupa za podršku, a dva dana poslije stiglo je pismo potpore postaji, u kojem je istaknuto da netko ne može podnijeti ni naziv "radiopostaja", a tako daleko se otišlo da neki ne mogu podnijeti ni postojanje medija na materinjem jeziku Hrvata. Internetski arhivi su sačuvali službene stranice radio-nt.com do veljače 2010. godine. Prosinca 2009. postaja je još bila aktivna. Do prosinca 2009. su iz općine uplaćivali po 1500 maraka mjesečno. 2009. su godine općinski načelnik Refik Lendo (u TO BiH lipnja 1992.,, zapovjednik operativne grupe Armije RBiH "Bosna" 24. lipnja 1993.) i općinsko vijeće pravdajući se teškom ekonomskom situacijom uskratili tu pomoć tvrdeći da to više nisu u mogućnosti činiti, no u postaji nisu bili uvjereni u to, nego su sumnjali da je pozadina cijele priče naziv "radiopostaja" i činjenica da se na Radiopostaji Novi Travnik služe hrvatskim književnim jezikom. Potvrda sumnjama je potez novotravničke općinske vlasti kojom su postaji iz drugog grada RTV-u Travnik kojoj je osnivač SDA dali novac, a za Radiopostaju Novi Travnik ga "nije bilo". Razlog takvom ponašanju je i nacionalno pitanje. Nakon dugo godina prvi je put imenovan ravnatelj i predsjednik UO koji nisu Hrvati, nego Bošnjaci. Najglasniji u osudi nacionalne nejednakosti na štetu Hrvata na radiju i u Općini bili su u HSS-NHI-u. 
Postaja je promijenila internetsku adresu na radio-nt.net pa su preko interneta bili su aktivni na drugoj domeni još 30. prosinca 2011., dokad ju čuvaju internetski arhivi.
Pravni sljednik je postaja Drukčiji radio koja djeluje od 2013. godine.

## Vanjske poveznice
- Službene stranice (arhiv) (do 2009.)
- Facebook Grupa za podršku Radio postaji Novi Travnik (arhivirana poveznica, neaktivna)